# Maintalbrücke Lichtenfels
Die Maintalbrücke Lichtenfels ist eine 657 m lange Brücke der Autobahn 73. 
Die Brücke liegt zwischen den Anschlussstellen Lichtenfels-Nord und Lichtenfels und überspannt in einer Höhe von ungefähr maximal 11 m mit 18 Feldern den Main und die Mainauen. Die Überführung hat zwei getrennte Überbauten und wurde zwischen den Jahren 2005 und 2007 gebaut. Die Kosten betrugen ungefähr 17 Millionen Euro.

## Gründung und Unterbauten

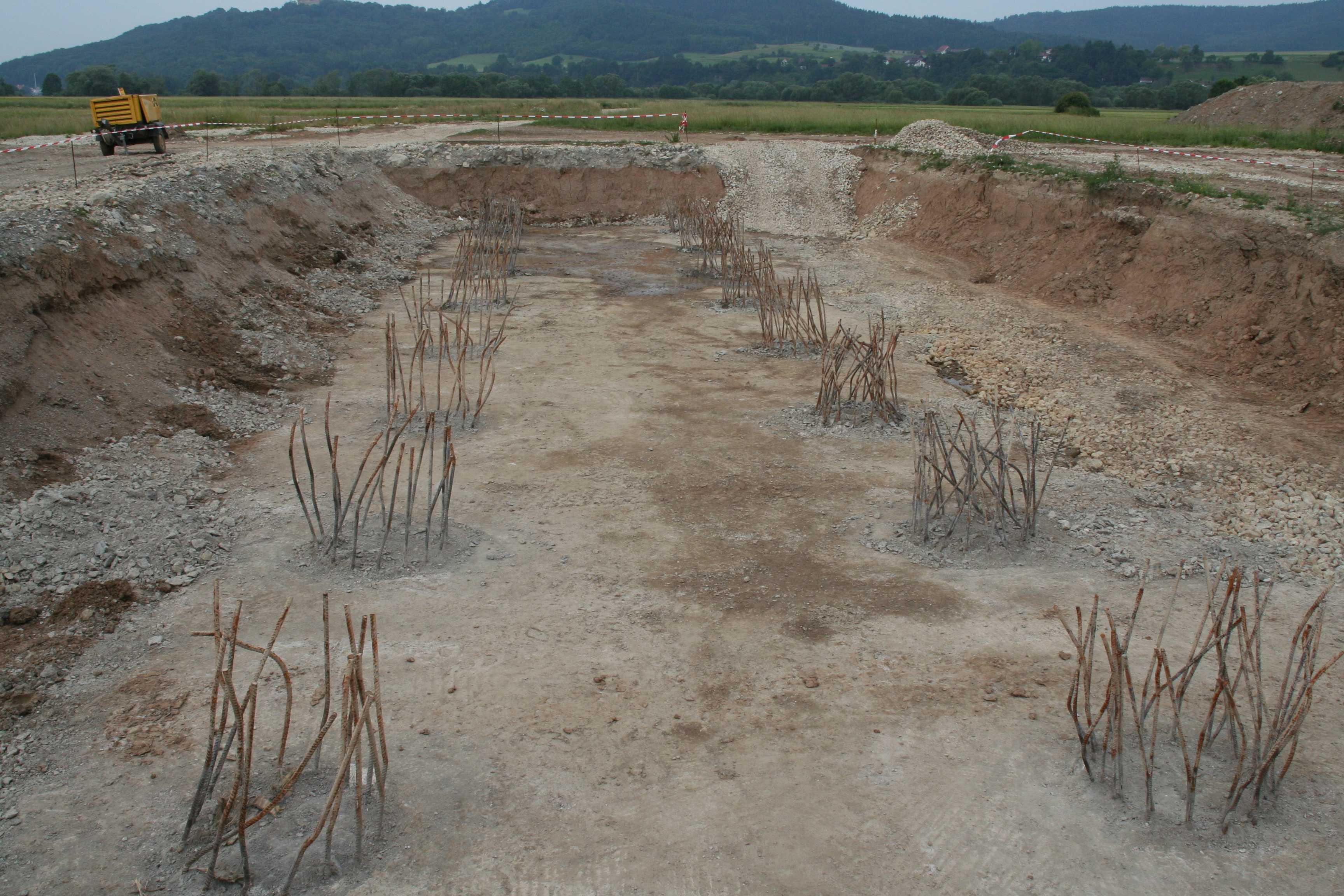
Bohrpfahlgründung Widerlager Nord

Die Widerlager und Pfeiler sind auf insgesamt 313 Großbohrpfählen mit 1,2 m Durchmesser und im Mittel 11,5 m Länge tiefgegründet. Aufgrund des hohen Grundwasserstandes sind die Pfahlkopffundamente zusätzlich von Spundwänden umschlossen. Die Regelpfeiler haben einen achteckigen Querschnitt mit einem Durchmesser von ungefähr 2,15 m und einer maximalen Höhe von zirka 9 m, die Flusspfeiler sind dagegen als Scheibe ausgebildet.

## Überbauten

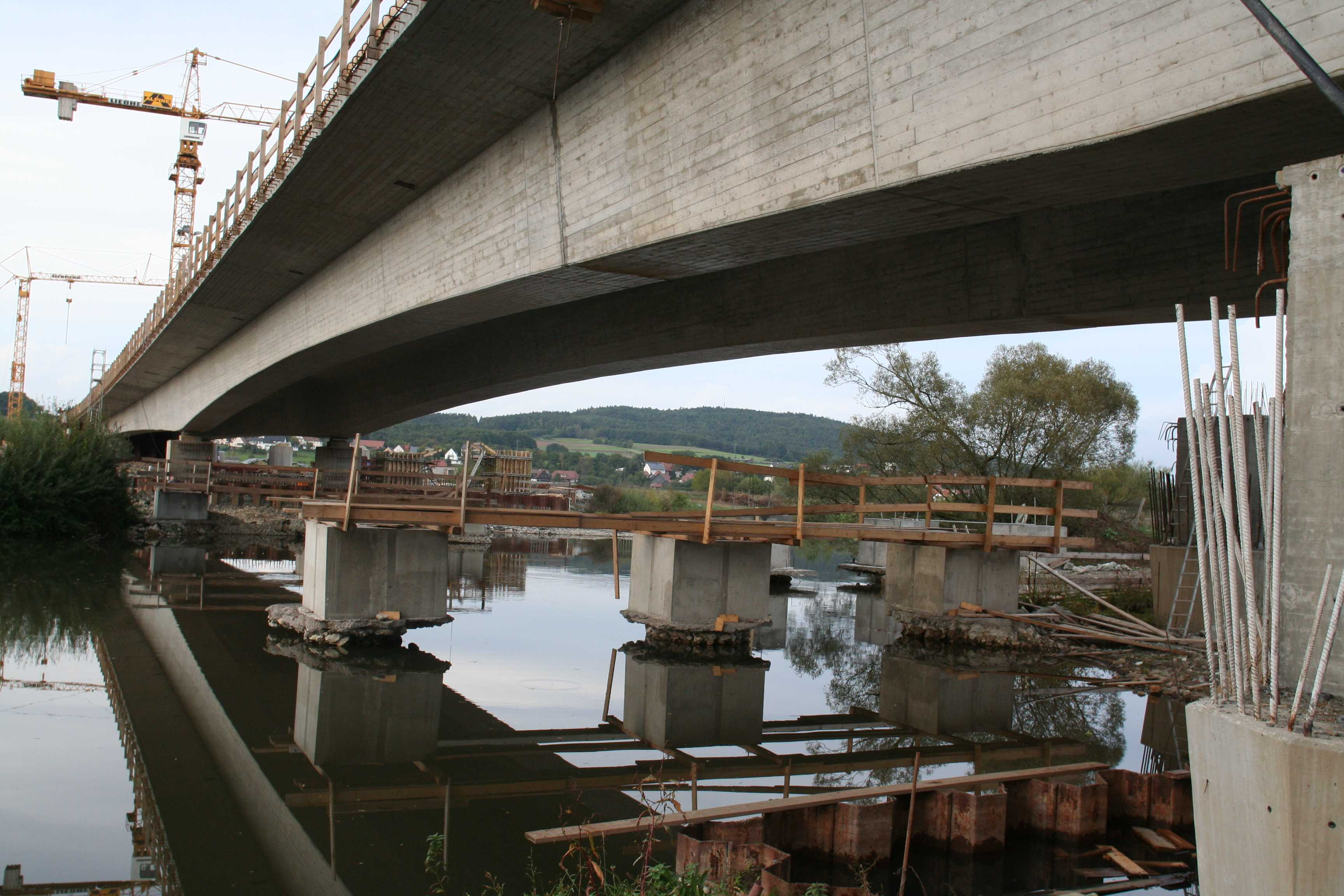
Brückenfeld über dem Main

Die beiden nebeneinanderliegenden Überbauten der Spannbetonbrücke besitzen in Längsrichtung einen Durchlaufträger mit einem zweistegigen Plattenbalkenquerschnitt als Bauwerkssystem. Die Regelfelder weisen eine konstante Konstruktionshöhe von 1,7 m auf, in den Feldern über dem Main sind die Längsträger gevoutet ausgeführt. Über den Flusspfeilern beträgt die Konstruktionshöhe maximal 3,25 m. Die Vorspannung besteht aus internen Spanngliedern. Der Überbau der 18-feldrigen Brücke hat in den Lagerachsen keine Querträger. Die Gesamtstützweite beträgt für den nördlichen Überbau 656,5 m und setzt sich zusammen aus Feldweiten von 34,0 m, 2 × 42,5 m, 64,0 m, 58,5 m, 45,0 m, 36,0 m, 10 × 31,0 m und 24,5 m. Der südliche Überbau ist genauso lang, die Feldweiten unterscheiden sich aufgrund der schiefwinkeligen Überspannung des Mains vom nördlichen Überbau und sind 34,0 m, 42,5 m, 56,0 m, 64,0 m, 2 × 45,0 m, 36,0 m, 10 × 31,0 m und 24,5 m.

## Ausführung
Die Brücke wurde mit einer 75 m langen Vorschubrüstung hergestellt. Zuerst wurde der westliche Überbau, ausgehend vom südlichen Widerlager, abschnittsweise betoniert. Anschließend wurde die Vorschubrüstung hinter dem nördlichen Widerlager querverschoben und es folgte die Herstellung des nördlichen Überbaus. Bei den großen Pfeilerabständen in den Feldern über dem Main wurde zusätzlich für die Rüstung eine Mittelabstützung auf Stahljochen eingebaut, wobei die Hilfsstützen im Bereich des Flusses ebenfalls mit Bohrpfählen tiefgegründet waren.

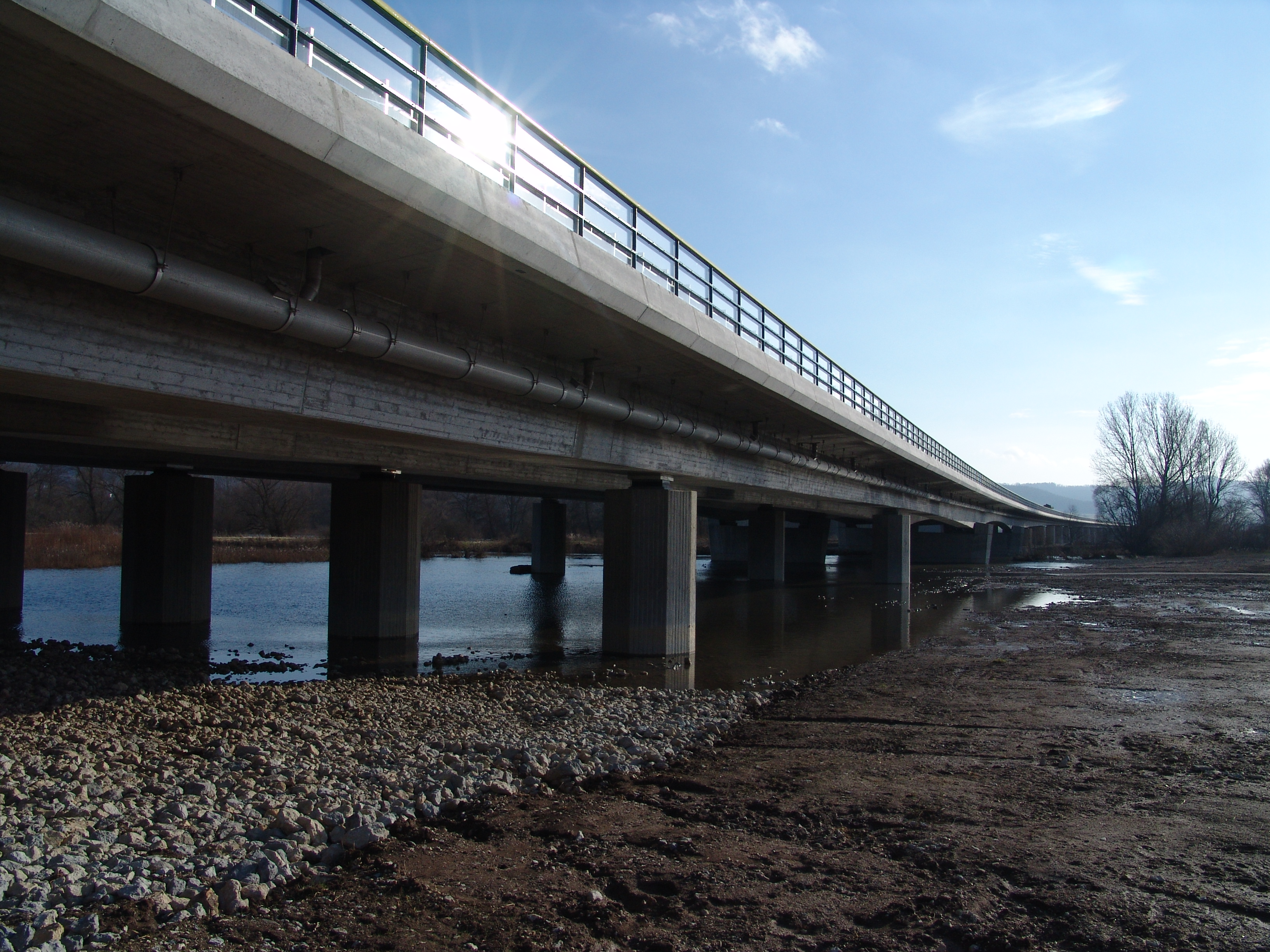
Blickrichtung Süden
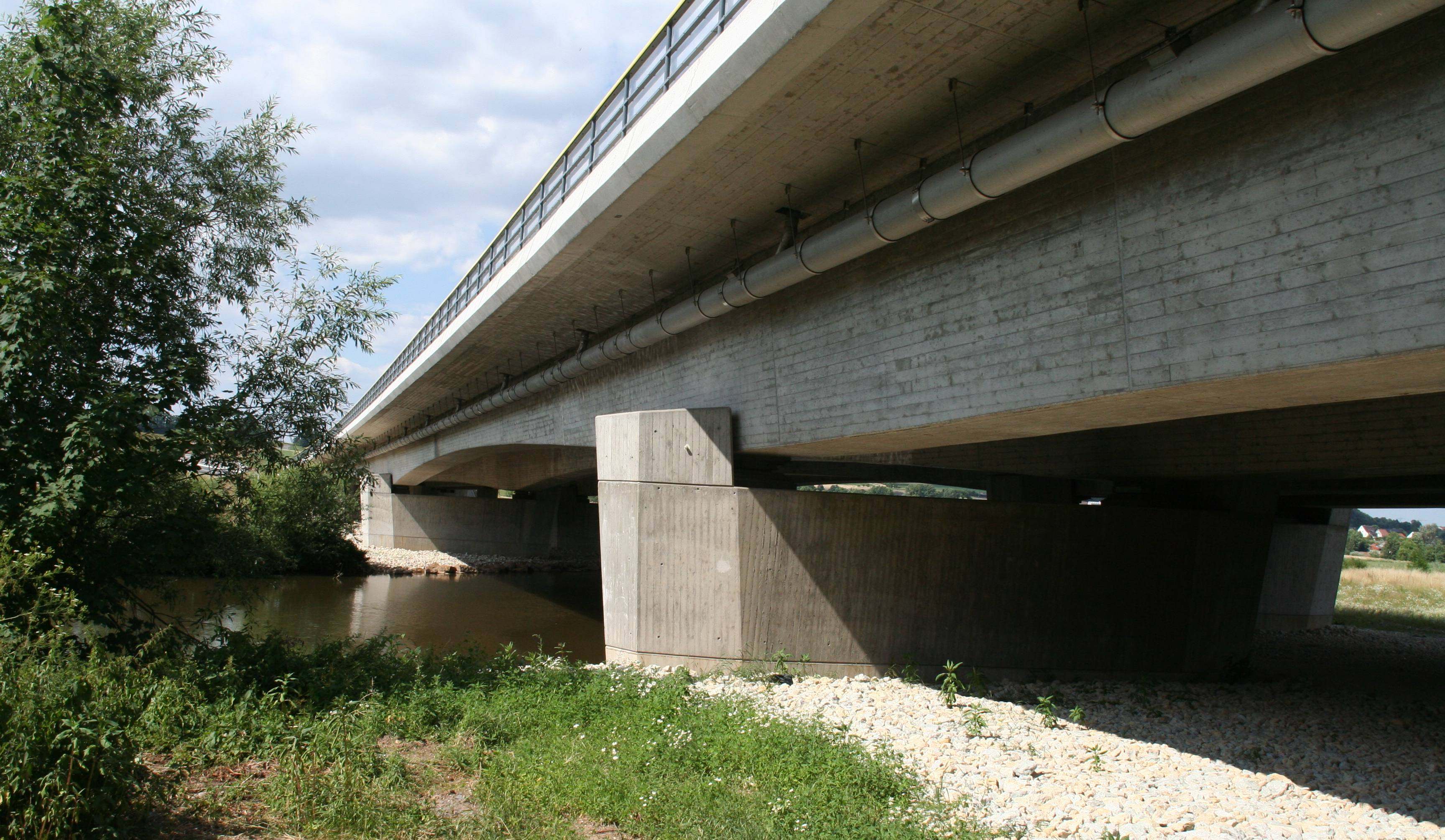
Hauptöffnung über dem Main
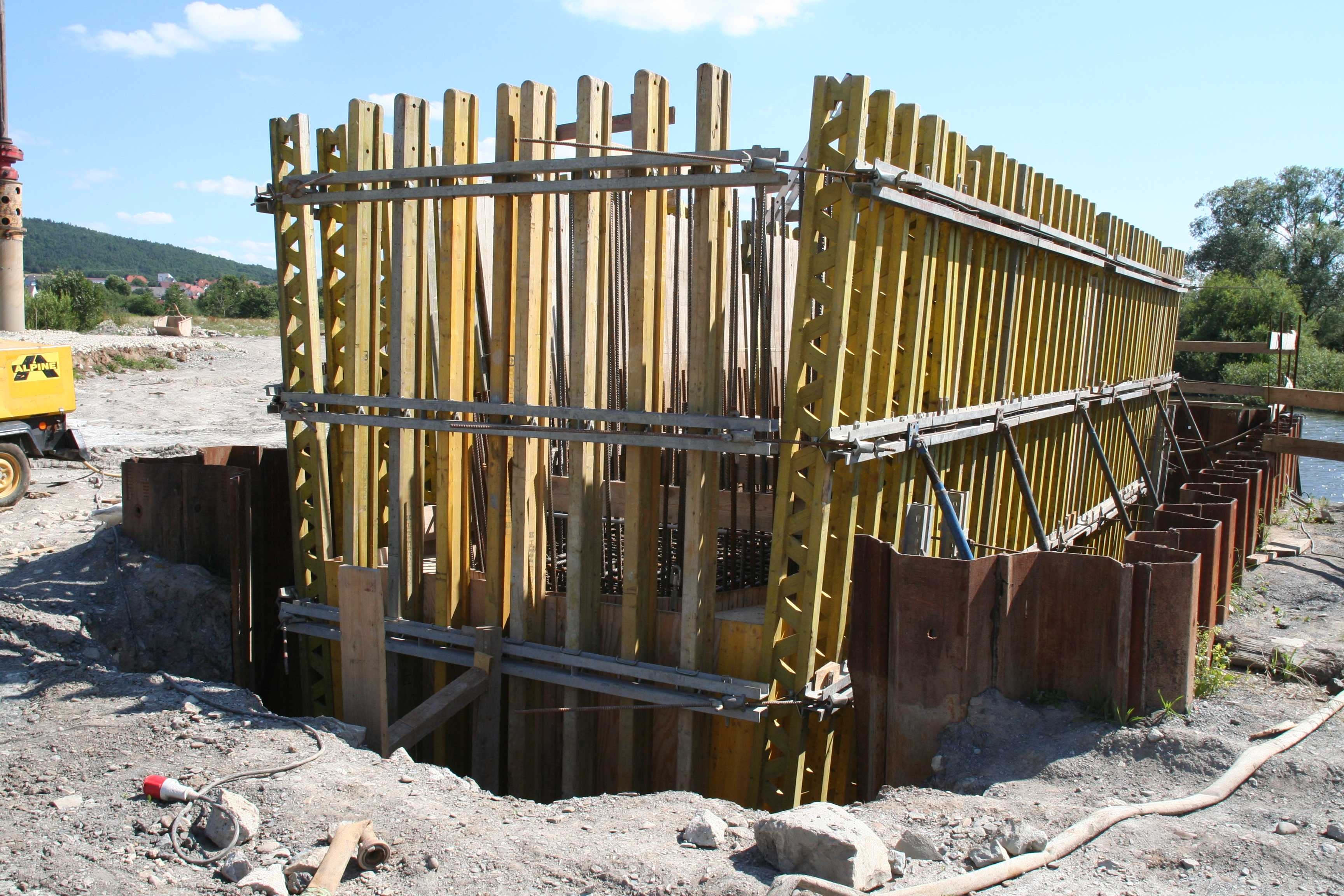
Spundwand und Schalung eines Flusspfeilers
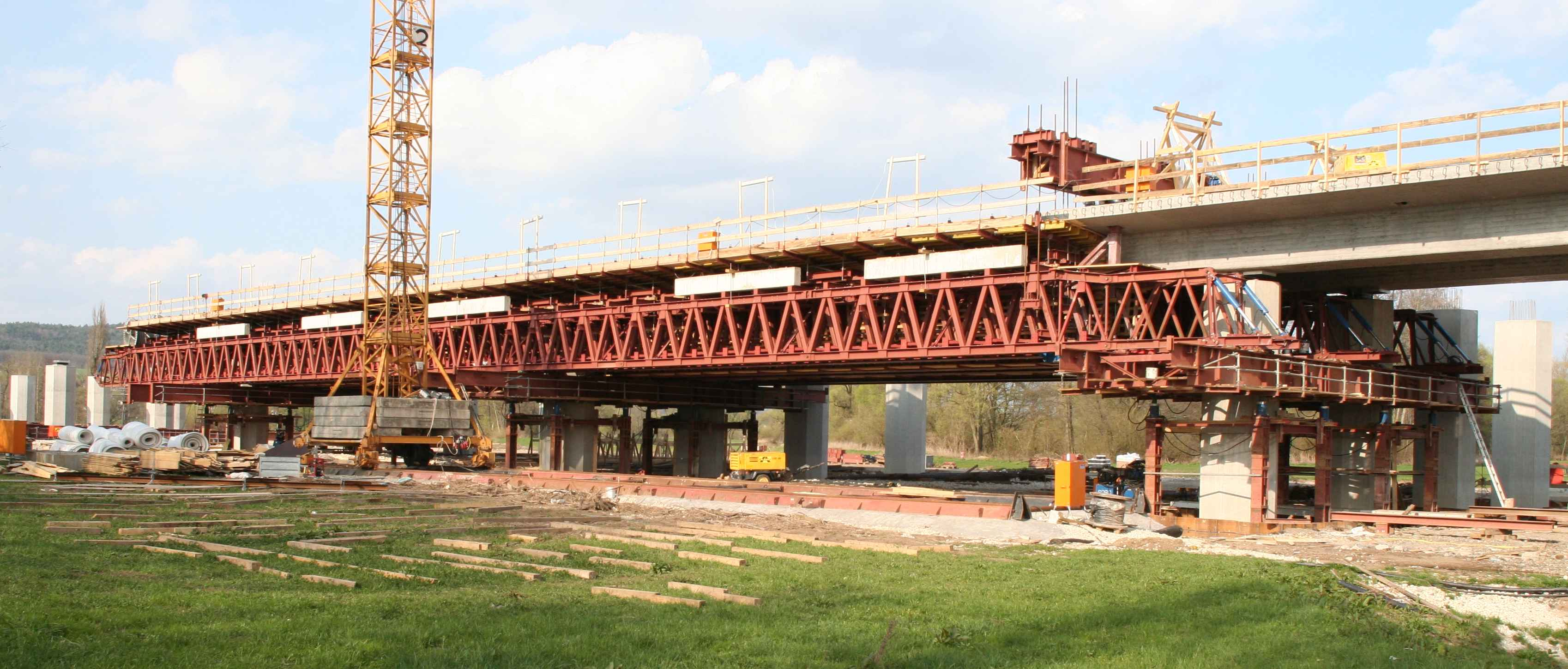
Vorschubrüstung